# Dublin Gay Theatre Festival
Het Internationale Dublin Gay Theatre Festival is een jaarlijks terugkerend cultureel evenement in Dublin, de hoofdstad van Ierland.
Het festival wordt sinds 2004 elk jaar in het voorjaar georganiseerd. In verschillende theaters en andere culturele faciliteiten worden voorstellingen gegeven met een gay thema.

## Organisatie
Het International Dublin Gay Theatre Festival (hierna IDGTF of het evenement) wordt georganiseerd door een speciaal voor dit doel opgezette Limited company (vergelijkbaar met een Besloten vennootschap met beperkte aansprakelijkheid of BV). Het evenement wordt gesponsord door het bedrijfsleven en de gemeente.
Alle bestuursleden en medewerkers van het bedrijf voeren hun werkzaamheden als vrijwilliger uit. De directie bestaat uit 7 man, en daarnaast zijn er zowel vooraf als tijdens het evenement vele vrijwilligers actief. De medewerkers zijn afkomstig uit de theaterwereld, het bedrijfsleven en de lokale homo-gemeenschap van Dublin.

### Directie
Het bestuur van het bedrijf achter IDGTF bestaat o.a. uit:
- Brian Merriman: Algemeen directeur en artistiek leider. In het dagelijks leven is Brian directeur van een theater en teven een acteur en producer/
- Gareth Hurley: secretaris
- Dr. Victor Merriman: Head of Music and the performance Arts Waterford Institute of technology en voormalig lid van de Arts Council
- Gearoid O’Byrne, advocaat

### IDGTF logo
In het logo wordt Oscar Wilde afgebeeld met een groene (tuin)anjer (Dianthus)  in zijn mond. In vroeger dagen was deze anjer het geheime symbool van homoseksuele mannen met een liefde voor het theater.
Volgens het boek The secret life of Oscar Wilde begon de homoseksuele gemeenschap in Parijs de groene anjer vanaf 1891 te gebruiken om hun seksuele voorkeur kenbaar te maken aan ingewijden. Tijdens de première van Wildes stuk Lady Windermeres Fan in 1892 had Wilde georganiseerd dat een aantal mannen in het publiek een (kunstmatig gekleurde) groene anjer zodat het publiek nieuwsgierig zou worden.
De organisatie van het IDGTF koos ervoor om dit oude symbool opnieuw te gebruiken omdat het zo toepasselijk is en tevens als ode aan Oscar Wilde

## Festivals
Het 2010 festival liep van 3 mei tot 16 mei en de twee weken hadden een apart programma: voorstellingen liepen maximaal een week en het programma van week 2 stond geheel los van week 1.
De belangrijkste sponsors van het 2010 festival waren Google, YouTube, Dublin City council, Dublin Tourism, The Arts Council, The Front Lounge, Absolut Vodka en verschillende andere bedrijven en organisaties.